# Cyrtodactylus
Cyrtodactylus Gray, 1827 è un genere di piccoli sauri della famiglia dei Gekkonidi, diffusi in Asia e Oceania.

## Biologia
Si nutrono di insetti.

## Tassonomia
Il genere Cyrtodactylus comprende le seguenti 186 specie:
- Cyrtodactylus aaroni Günther & Rösler, 2003
- Cyrtodactylus adleri Das, 1997
- Cyrtodactylus adorus Shea et al., 2011
- Cyrtodactylus aequalis Bauer, 2003
- Cyrtodactylus agusanensis (Taylor, 1915)
- Cyrtodactylus angularis (Smith, 1921)
- Cyrtodactylus annandalei Bauer, 2003
- Cyrtodactylus annulatus (Taylor, 1915)
- Cyrtodactylus aravallensis Gill, 1997
- Cyrtodactylus arcanus Oliver, Richards & Sistrom, 2012
- Cyrtodactylus astrum Grismer et al., 2012
- Cyrtodactylus aurensis Grismer, 2005
- Cyrtodactylus auribalteatus Sumontha, Panitvong & Deein, 2010
- Cyrtodactylus australotitiwangsaensis Grismer et al., 2012
- Cyrtodactylus ayeyarwadyensis Bauer, 2003
- Cyrtodactylus badenensis Nguyen, Orlov & Darevsky, 2007
- Cyrtodactylus baluensis (Mocquard, 1890)
- Cyrtodactylus bapme Kamei & Mahony, 2021
- Cyrtodactylus batik Iskandar, Rachmansah & Umilaela, 2011
- Cyrtodactylus batucolus Grismer et al., 2008
- Cyrtodactylus bichnganae Tri & Grismer, 2010
- Cyrtodactylus bidoupimontis Nazarov et al., 2012
- Cyrtodactylus bintangrendah Grismer et al., 2012
- Cyrtodactylus bintangtinggi Grismer et al., 2012
- Cyrtodactylus biordinis Brown & Mccoy, 1980
- Cyrtodactylus boreoclivus Oliver et al., 2011
- Cyrtodactylus brevidactylus Bauer, 2002
- Cyrtodactylus brevipalmatus (Smith, 1923)
- Cyrtodactylus buchardi David, Teynié & Ohler, 2004
- Cyrtodactylus bugiamapensis Nazarov et al., 2012
- Cyrtodactylus caovansungi Orlov et al., 2007
- Cyrtodactylus capreoloides Rösler, Richards & Günther, 2007
- Cyrtodactylus cattienensis Geissler et al., 2009
- Cyrtodactylus cavernicolus Inger & King, 1961
- Cyrtodactylus chanhomeae Bauer, Sumontha & Pauwels, 2003
- Cyrtodactylus chauquangensis Quang et al., 2007
- Cyrtodactylus chrysopylos Bauer, 2003
- Cyrtodactylus condorensis (Smith, 1921)
- Cyrtodactylus consobrinoides (Annandale, 1905)
- Cyrtodactylus consobrinus (Peters, 1871)
- Cyrtodactylus cracens Batuwita & Bahir, 2005
- Cyrtodactylus cryptus Heidrich et al., 2007
- Cyrtodactylus cucdongensis Schneider et al., 2014
- Cyrtodactylus cucphuongensis Ngo & Onn, 2011
- Cyrtodactylus culaochamensis Ngo, Grismer, Pham & Wood, 2020
- Cyrtodactylus darmandvillei (Weber, 1890)
- Cyrtodactylus dati Ngo Van Tri, 2013
- Cyrtodactylus derongo Brown & Parker, 1973
- Cyrtodactylus deveti (Brongersma, 1948)
- Cyrtodactylus dumnuii Bauer et al., 2010
- Cyrtodactylus durio Grismer et al, 2010
- Cyrtodactylus edwardtaylori Batuwita & Bahir, 2005
- Cyrtodactylus eisenmanae Ngo Van Tri, 2008
- Cyrtodactylus elok Dring, 1979
- Cyrtodactylus epiroticus Kraus, 2008
- Cyrtodactylus erythrops Bauer et al., 2009
- Cyrtodactylus fasciolatum (Blyth, 1861)
- Cyrtodactylus feae (Boulenger, 1893)
- Cyrtodactylus fraenatus (Günther, 1864)
- Cyrtodactylus fumosus (Müller, 1895)
- Cyrtodactylus gansi Bauer, 2003
- Cyrtodactylus gordongekkoi (Das, 1994)
- Cyrtodactylus grismeri Ngo Van Tri, 2008
- Cyrtodactylus guakanthanensis Grismer et al., 2014
- Cyrtodactylus gubaot Welton et al., 2010
- Cyrtodactylus gubernatoris (Annandale, 1913)
- Cyrtodactylus halmahericus (Mertens, 1929)
- Cyrtodactylus hikidai Riyanto, 2012
- Cyrtodactylus hontreensis Ngo, Grismer & Grismer, 2008
- Cyrtodactylus hoskini Shea, Couper, Wilmer & Amey, 2011
- Cyrtodactylus huongsonensis Luu et al., 2011
- Cyrtodactylus huynhi Ngo & Bauer, 2008
- Cyrtodactylus ingeri Hikida, 1990
- Cyrtodactylus interdigitalis Ulber, 1993
- Cyrtodactylus intermedius (Smith, 1917)
- Cyrtodactylus irianjayaensis (Rösler, 2001)
- Cyrtodactylus irregularis (Smith, 1921)
- Cyrtodactylus jaegeri Luu et al, 2014
- Cyrtodactylus jambangan Welton et al., 2010
- Cyrtodactylus jarakensis Grismer et al., 2008
- Cyrtodactylus jarujini Ulber, 1993
- Cyrtodactylus jelawangensis Grismer et al., 2014
- Cyrtodactylus jellesmae (Boulenger, 1897)
- Cyrtodactylus khasiensis (Jerdon, 1870)
- Cyrtodactylus khelangensis Pauwels et al., 2014
- Cyrtodactylus kimberleyensis Bauer & Doughty, 2012
- Cyrtodactylus kingsadai Ziegler et al., 2013
- Cyrtodactylus klugei Kraus, 2008
- Cyrtodactylus laevigatus (Darevsky, 1964)
- Cyrtodactylus langkawiensis Grismer et al., 2012
- Cyrtodactylus lateralis (Werner, 1896)
- Cyrtodactylus leegrismeri Chan & Norhayati, 2010
- Cyrtodactylus lekaguli Grismer et al., 2012
- Cyrtodactylus lomyenensis Ngo Van Tri & Pauwels, 2010
- Cyrtodactylus loriae (Boulenger, 1897)
- Cyrtodactylus louisiadensis (De Vis, 1892) - geco dalla coda ad anelli
- Cyrtodactylus macrotuberculatus Grismer & Ahmad, 2008
- Cyrtodactylus majulah Grismer, Wood & Lim, 2012
- Cyrtodactylus malayanus (De Rooij, 1915)
- Cyrtodactylus malcomsmithi (Constable, 1949)
- Cyrtodactylus mamanwa Welton et al., 2010
- Cyrtodactylus mandalayensis Mahony, 2009
- Cyrtodactylus mansarulus (Duda & Sahi, 1978)
- Cyrtodactylus markuscombaii (Darevsky et al., 1998)
- Cyrtodactylus marmoratus (Kuhl, 1826)
- Cyrtodactylus martini Ngo Van Tri, 2011
- Cyrtodactylus martinstolli (Darevsky et al., 1998)
- Cyrtodactylus matsuii Hikida, 1990
- Cyrtodactylus mcdonaldi Shea et al., 2011
- Cyrtodactylus medioclivus Oliver, Richards & Sistrom, 2012
- Cyrtodactylus metropolis Grismer et al., 2014
- Cyrtodactylus mimikanus (Boulenger, 1914)
- Cyrtodactylus minor Oliver & Richards, 2012
- Cyrtodactylus murua Kraus & Allison, 2006
- Cyrtodactylus nepalensis (Schleich & Kästle, 1998)
- Cyrtodactylus nigriocularis Nguyen, Orlov & Darevsky, 2007
- Cyrtodactylus novaeguineae (Schlegel, 1837)
- Cyrtodactylus nuaulu Oliver et al., 2009
- Cyrtodactylus oldhami (Theobald, 1876)
- Cyrtodactylus pageli Schneider et al., 2011
- Cyrtodactylus pantiensis Grismer et al., 2008
- Cyrtodactylus papilionoides Ulber & Grossmann, 1991
- Cyrtodactylus papuensis (Sauvage, 1879)
- Cyrtodactylus paradoxus (Darevsky & Szczerbak, 1997)
- Cyrtodactylus payacola Johnson et al., 2012
- Cyrtodactylus peguensis (Boulenger, 1893)
- Cyrtodactylus philippinicus (Steindachner, 1867)
- Cyrtodactylus phongnhakebangensis Ziegler et al., 2002
- Cyrtodactylus phuketensis Sumontha et al., 2012
- Cyrtodactylus phuocbinhensis Nguyen et al., 2013
- Cyrtodactylus phuquocensis Tri, Grismer & Grismer, 2010
- Cyrtodactylus pronarus Shea, Couper, Wilmer & Amey, 2011
- Cyrtodactylus pseudoquadrivirgatus Rösler, Nguyen et al., 2008
- Cyrtodactylus pubisulcus Inger, 1958
- Cyrtodactylus puhuensis Nguyen et al., 2014
- Cyrtodactylus pulchellus Gray, 1827
- Cyrtodactylus quadrivirgatus (Taylor, 1962)
- Cyrtodactylus ramboda Batuwita & Bahir, 2005
- Cyrtodactylus redimiculus King, 1962
- Cyrtodactylus robustus Kraus, 2008
- Cyrtodactylus roesleri Ziegler et al., 2010
- Cyrtodactylus rubidus (Blyth, 1861)
- Cyrtodactylus russelli Bauer, 2003
- Cyrtodactylus sadleiri Boulenger, 1889
- Cyrtodactylus salomonensis Rösler, Richards & Günther, 2007
- Cyrtodactylus samroiyot Pauwels & Sumontha, 2014
- Cyrtodactylus sanook Pauwels et al., 2013
- Cyrtodactylus semenanjungensis Grismer & Leong, 2005
- Cyrtodactylus semiadii Riyanto, Bauer & Yudha, 2014
- Cyrtodactylus seribuatensis Youmans & Grismer, 2006
- Cyrtodactylus sermowaiensis (De Rooij, 1915)
- Cyrtodactylus serratus Kraus, 2007
- Cyrtodactylus sharkari Grismer et al., 2014
- Cyrtodactylus slowinskii Bauer, 2002
- Cyrtodactylus soba Batuwita & Bahir, 2005
- Cyrtodactylus spinosus Linkem et al., 2008
- Cyrtodactylus stresemanni Rösler & Glaw, 2008
- Cyrtodactylus subsolanus Batuwita & Bahir, 2005
- Cyrtodactylus sumonthai Bauer, 2002
- Cyrtodactylus sumuroi Welton et al., 2010
- Cyrtodactylus surin Chan-Ard & Makchai, 2011
- Cyrtodactylus sworderi (Smith, 1925)
- Cyrtodactylus takouensis Ngo & Bauer, 2008
- Cyrtodactylus tamaiensis (Smith, 1940)
- Cyrtodactylus tautbatorum Welton et al., 2009
- Cyrtodactylus taynguyenensis Nguyen et al., 2013
- Cyrtodactylus tebuensis Grismer et al., 2013
- Cyrtodactylus teyniei David et al., 2011
- Cyrtodactylus thirakhupti Pauwels et al., 2004
- Cyrtodactylus thirakhupti Pauwels et al., 2004
- Cyrtodactylus thochuensis Ngo Van Tri & Grismer, 2012
- Cyrtodactylus thuongae Phung et al., 2014
- Cyrtodactylus tibetanus Boulenger, 1905
- Cyrtodactylus tigroides Bauer, Sumontha & Pauwels, 2003
- Cyrtodactylus timur Grismer et al., 2014
- Cyrtodactylus tiomanensis Das & Lim, 2000
- Cyrtodactylus trilatofasciatus Grismer et al, 2012
- Cyrtodactylus tripartitus Kraus, 2008
- Cyrtodactylus tuberculatus (Lucas & Frost, 1900)
- Cyrtodactylus variegatus (Blyth, 1859)
- Cyrtodactylus wakeorum Bauer, 2003
- Cyrtodactylus wallacei Hayden et al., 2008
- Cyrtodactylus wayakonei Nguyen et al., 2010
- Cyrtodactylus wetariensis (Dunn, 1927)
- Cyrtodactylus yangbayensis Tri & Onn, 2010
- Cyrtodactylus yoshii Hikida, 1990
- Cyrtodactylus zhaoermii Shi & Zhao, 2010
- Cyrtodactylus ziegleri Nazarov et al., 2008
- Cyrtodactylus zugi Oliver et al., 2008

Cyrtodactylus kotschyi è stata riclassificata nel genere Mediodactylus come Mediodactylus kotschyi (Steindachner, 1870)